# Carlo Chiappano
Carlo Chiappano (* 16. März 1941 in Varzi; † 7. Juli 1982 in Casei Gerola) war ein italienischer Radrennfahrer.

## Sportliche Laufbahn
Chiappano war im Straßenradsport aktiv. Von 1962 bis 1972 war er Berufsfahrer. Sein bedeutendster Erfolg war der Gesamtsieg im Etappenrennen Tirreno–Adriatico 1969 vor Albert Van Vlierberghe. 1966 war er Zweiter hinter Ambrogio Portalupi in der Tour de Suisse geworden. Er gewann eine Etappe der Rundfahrt. 1969 gelang ihm ein Etappensieg im Giro d’Italia. 1963 wurde er Zweiter bei Mailand–Turin hinter Franco Cribiori.
Im Giro d’Italia 1965 gelang es ihm, einen Tag lang das Rosa Trikot zu tragen.

## Grand-Tour-Platzierungen
| Grand Tour            | 1963 | 1964 | 1965 | 1966 | 1967 | 1968 | 1969 | 1970 | 1971 |
| --------------------- | ---- | ---- | ---- | ---- | ---- | ---- | ---- | ---- | ---- |
| Vuelta a EspañaVuelta | –    | –    | –    | –    | –    | –    | –    | –    | –    |
| Giro d’ItaliaGiro     | DNF  | 19   | 37   | 31   | 49   | 66   | 32   | 40   | 40   |
| Tour de FranceTour    | –    | –    | –    | –    | DNF  | 25   | –    |      | –    |